# Cassia tomentella
Espèce
Statut de conservation UICN

 LC  : Préoccupation mineure
Cassia tomentella est une espèce de plantes à fleurs de la famille des Fabaceae. Également dénommée velvet bean tree, elle est originaire du Queensland. Elle est utilisée dans les rues et les parcs de Brisbane comme arbre d'alignement.*

## Description
Il s'agit d'un arbuste ou d'un arbre qui pousse principalement dans le biome tropical à saison sèche.

## Répartition
Ce taxon se rencontre dans le pays suivant : Australie.

## Systématique
Le nom correct complet (avec auteur) de ce taxon est Cassia tomentella (Benth.) Domin.
Le basionyme de ce taxon est : Cassia brewsteri tomentella Benth.
Cassia tomentella a pour synonyme :
- Cassia brewsteri var. tomentella Benth.